# Alcóntar
Alcóntar ist ein Ort und eine spanische Gemeinde in der Comarca Valle del Almanzora der Provinz Almería in der Autonomen Gemeinschaft Andalusien. Die Bevölkerung von Alcóntar betrug 2024 aus 557 Einwohnern. Zur Gemeinde gehören die Ortschaften  	Aldeire, Amarguilla, Los Blánquez, Los Domenes, El Hijate, Pilancón und Los Santos. 

## Geografie
Alcóntar liegt im Landesinneren der Provinz Almería in einer Höhe von ca. 960 m. Die Provinzhauptstadt Almería liegt in etwa 65 Kilometer südsüdöstlicher Entfernung.

## Bevölkerungsentwicklung
| Jahr      | 1970 | 1981 | 1991 | 2001 | 2011 | 2021 |
| Einwohner | 1243 | 656  | 629  | 656  | 605  | 542  |

## Sehenswürdigkeiten
- Kirche Unsere Liebe Frau vom Rosenkranz (Iglesia Nuestra Señora del Rosario) aus dem 18. Jahrhundert

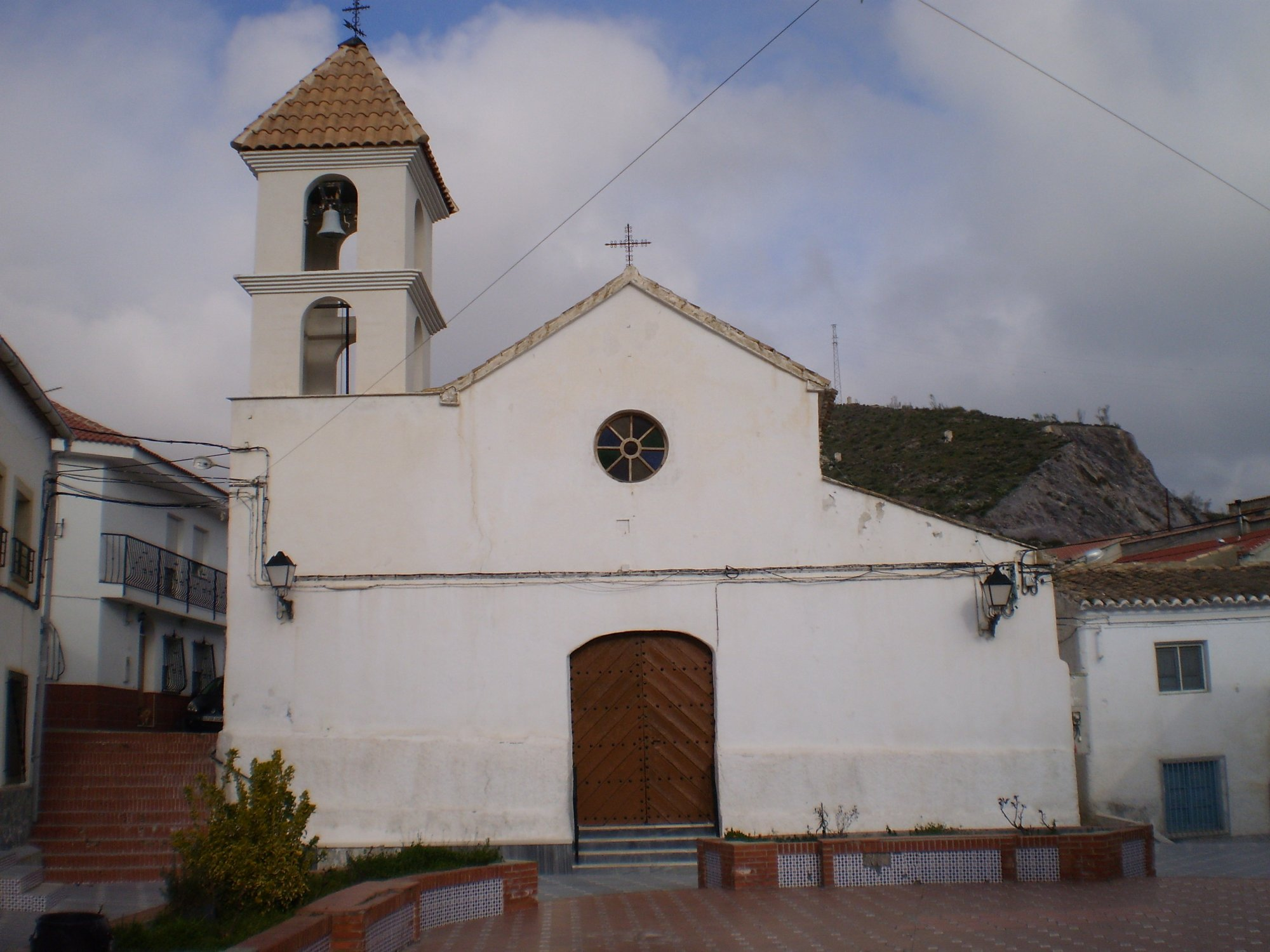
Kirche Unsere Liebe Frau